# أوجين ألفونس دس داير
أوجين ألفونس دس داير هو سياسي كندي، ولد في 12 ديسمبر 1838، وتوفي في 2 ديسمبر 1911. انتخب عمدة وانتخب عضو مجلس العموم الكندي.